# Brechites nagahamai
Brechites nagahamai is een tweekleppigensoort uit de familie van de Penicillidae. De wetenschappelijke naam van de soort is voor het eerst geldig gepubliceerd in 1979 door Kosuge.